# Campionat del Món d'atletisme de 1983 - 100 metres femenins
Els 100 metres femenins al Campionat del Món d'atletisme de 1983 van tenir lloc a l'estadi Olímpic de Hèlsinki els dies 7 i 8 d'agost.
Dos mesos abans de la competició, l'alemanya Marlies Góhr havia batut el seu propi rècord del món amb un temps de 10.81. Al juliol, però, un mes abans que comencés el Campionat, l'estatunidenca Evelyn Ashford el va tornar a batre, amb un temps de 10.79. A la final, Ashford va abandonar i Marlies Oelsner-Göhr va guanyar la medalla d'or.

## Medallistes
| Or     | Marlies Oelsner-Göhr Alemanya Oriental (GDR) |
| Argent | Marita Koch Alemanya Oriental (GDR)          |
| Bronze | Diane Williams Estats Units (USA)            |

## Rècords
| Rècord abans del Campionat del Món d'atletisme de 1983      | Rècord abans del Campionat del Món d'atletisme de 1983 | Rècord abans del Campionat del Món d'atletisme de 1983 | Rècord abans del Campionat del Món d'atletisme de 1983 | Rècord abans del Campionat del Món d'atletisme de 1983 |
| ----------------------------------------------------------- | ------------------------------------------------------ | ------------------------------------------------------ | ------------------------------------------------------ | ------------------------------------------------------ |
| Rècord del Món                                              | Evelyn Ashford (USA)                                   | 10.79                                                  | 3 de juliol de 1983                                    | Colorado Springs, Estats Units                         |
| Rècord del Campionat                                        | Nova prova                                             | Nova prova                                             | Nova prova                                             | Nova prova                                             |
| Rècords establerts al Campionat del Món d'atletisme de 1983 |                                                        |                                                        |                                                        |                                                        |
| Rècord del Campionat                                        | Marlies Göhr (GDR)                                     | 10.97                                                  | 8 d'agost de 1983                                      | Hèlsinki, Finlàndia                                    |

## Resultats

### Final
La final va ser el 8 d'agost. El vent va ser de -0,5 m/s.
| Pos.              | Atleta                         | Temps        | Notes        |
| ----------------- | ------------------------------ | ------------ | ------------ |
| Medalla d'or      | Marlies Oelsner-Göhr (GDR)     | 10.97        | CR           |
| Medalla de plata  | Marita Koch (GDR)              | 11.02        |              |
| Medalla de bronze | Diane Williams (USA)           | 11.06        |              |
| 4.                | Merlene Ottey (JAM)            | 11.19        |              |
| 5.                | Angela Bailey (CAN)            | 11.20        |              |
| 6.                | Helinä Marjamaa (FIN)          | 11.24        |              |
| 7.                | Angella Taylor-Issajenko (CAN) | 11.30        |              |
|                   | Evelyn Ashford (USA)           | No va acabar | No va acabar |

### Semifinals
Les semifinals van ser el 8 d'agost. Les quatre primeres atletes de cada semifinal es classificaven per la final.
| Pos. | Atleta                      | Temps |
| ---- | --------------------------- | ----- |
| 1.   | Marlies Oelsner-Göhr (GDR)  | 11.05 |
| 2.   | Angela Bailey (CAN)         | 11.18 |
| 3.   | Diane Williams (USA)        | 11.21 |
| 4.   | Helinä Marjamaa (FIN)       | 11.29 |
| 5.   | Silke Gladisch-Möller (GDR) | 11.30 |
| 6.   | Anelia Nuneva (BUL)         | 11.31 |
| 7.   | Alice Brown (USA)           | 11.33 |
| 8.   | Shirley Thomas (GBR)        | 11.53 |

| Pos. | Atleta                         | Temps |
| ---- | ------------------------------ | ----- |
| 1.   | Evelyn Ashford (USA)           | 10.99 |
| 2.   | Marita Koch (GDR)              | 11.08 |
| 3.   | Angella Taylor-Issajenko (CAN) | 11.22 |
| 4.   | Merlene Ottey (JAM)            | 11.26 |
| 5.   | Olga Antonova (URS)            | 11.30 |
| 6.   | Nadezhda Georgieva (BUL)       | 11.36 |
| 7.   | Heather Hunte-Oakes (GBR)      | 11.50 |
| 8.   | Rose-Aimée Bacoul (FRA)        | 11.59 |

### Quarts de final
Els quarts de final van tenir lloc el 7 d'agost. Les quatre primeres atletes de cada sèries es classificaven per a les semifinals.
| Pos. | Atleta                         | Temps |
| ---- | ------------------------------ | ----- |
| 1.   | Anelia Nuneva (BUL)            | 11.20 |
| 2.   | Angella Taylor-Issajenko (CAN) | 11.24 |
| 3.   | Alice Brown (USA)              | 11.30 |
| 4.   | Olga Antonova (URS)            | 11.32 |
| 5.   | Els Vader (NED)                | 11.56 |
| 6.   | Leleith Hodges (JAM)           | 11.63 |
| 7.   | Marie-France Loval (FRA)       | 11.79 |
| 8.   | Monika Hirsch (FRG)            | 11.91 |

| Pos. | Atleta                    | Temps |
| ---- | ------------------------- | ----- |
| 1.   | Marita Koch (GDR)         | 11.25 |
| 2.   | Merlene Ottey (JAM)       | 11.33 |
| 3.   | Helinä Marjamaa (FIN)     | 11.34 |
| 4.   | Nadezhda Georgieva (BUL)  | 11.43 |
| 5.   | Beverley Callender (GBR)  | 11.48 |
| 6.   | Esmeralda García (BRA)    | 11.64 |
| 7.   | Dorthe A. Rasmussen (DEN) | 11.67 |
| 8.   | Lydia de Vega (PHI)       | 11.90 |

| Pos. | Atleta                       | Temps |
| ---- | ---------------------------- | ----- |
| 1.   | Diane Williams (USA)         | 11.25 |
| 2.   | Silke Gladisch-Möller (GDR)  | 11.36 |
| 3.   | Diane Williams (USA)         | 11.42 |
| 4.   | Shirley Thomas (GBR)         | 11.48 |
| 5.   | Rufina Ubah (NGR)            | 11.60 |
| 6.   | Pauline Davis-Thompson (BAH) | 11.62 |
| 7.   | Juliet Cuthbert (JAM)        | 11.67 |
| 8.   | Radislava Soborova (TCH)     | 11.90 |

| Pos. | Atleta                     | Temps |
| ---- | -------------------------- | ----- |
| 1.   | Evelyn Ashford (USA)       | 11.11 |
| 2.   | Marlies Oelsner-Göhr (GDR) | 11.16 |
| 3.   | Angela Bailey (CAN)        | 11.36 |
| 4.   | Heather Hunte-Oakes (GBR)  | 11.57 |
| 5.   | Marina Romanova (URS)      | 11.61 |
| 6.   | Lena Möller (SWE)          | 11.75 |
| 7.   | Laurence Bily (FRA)        | 11.76 |
| 8.   | Shu-Foog Shen (TPE)        | 12.17 |

### Sèries classificatòries
Va haver set sèries classificatòries, que van tenir lloc el 7 d'agost. Les quatre primeres atletes de cada sèrie i els quatre millors temps avançaven als quarts de final.
| Pos. | Atleta                     | Temps |
| ---- | -------------------------- | ----- |
| 1.   | Olga Antonova (URS)        | 11.26 |
| 2.   | Marlies Oelsner-Göhr (GDR) | 11.34 |
| 3.   | Esmeralda García (BRA)     | 11.57 |
| 4.   | Leleith Hodges (JAM)       | 11.58 |
| 5.   | Radislava Soborova (TCH)   | 11.80 |
| 6.   | Mary Mensah (GHA)          | 12.26 |
| 7.   | Rose Phillips-King (IVB)   | 12.87 |

| Pos. | Atleta                    | Temps |
| ---- | ------------------------- | ----- |
| 1.   | Marita Koch (GDR)         | 11.24 |
| 2.   | Angela Bailey (CAN)       | 11.31 |
| 3.   | Rose-Aimée Bacoul (FRA)   | 11.38 |
| 4.   | Dorthe A. Rasmussen (DEN) | 11.42 |
| 5.   | Monika Hirsch (FRG)       | 11.73 |
| 6.   | Felicite Bada (BEN)       | 13.15 |
|      | Mesode Ruth Enang (CMR)   | DNS   |

| Pos. | Atleta                   | Temps |
| ---- | ------------------------ | ----- |
| 1.   | Diane Williams (USA)     | 11.23 |
| 2.   | Helinä Marjamaa (FIN)    | 11.47 |
| 3.   | Beverley Callender (GBR) | 11.65 |
| 4.   | Rufina Ubah (NGR)        | 11.67 |
| 5.   | Esther Hope (TRI)        | 12.19 |
| 6.   | June Caddle (BAR)        | 12.56 |
| 7.   | Judith Nimpaye (BDI)     | 14.65 |

| Pos. | Atleta                       | Temps |
| ---- | ---------------------------- | ----- |
| 1.   | Evelyn Ashford (USA)         | 11.15 |
| 2.   | Marina Romanova (URS)        | 11.54 |
| 3.   | Pauline Davis-Thompson (BAH) | 11.56 |
| 4.   | Els Vader (NED)              | 11.58 |
| 5.   | Lena Möller (SWE)            | 11.62 |
| 6.   | Amie Ndow (GAM)              | 12.63 |
|      | Semra Aksu (TUR)             | DNS   |

| Pos. | Atleta                     | Temps |
| ---- | -------------------------- | ----- |
| 1.   | Merlene Ottey (JAM)        | 11.30 |
| 2.   | Anelia Nuneva (BUL)        | 11.43 |
| 3.   | Heather Hunte-Oakes (GBR)  | 11.60 |
| 4.   | Marie-France Loval (FRA)   | 11.71 |
| 5.   | Walapa Tangjitnusorn (THA) | 12.26 |
| 6.   | Myong-Hee Mo (KOR)         | 12.26 |
| 7.   | Marisol Garcia (NCA)       | 12.99 |

| Pos. | Atleta                         | Temps |
| ---- | ------------------------------ | ----- |
| 1.   | Angella Taylor-Issajenko (CAN) | 11.45 |
| 2.   | Shirley Thomas (GBR)           | 11.54 |
| 3.   | Nadezhda Georgieva (BUL)       | 11.58 |
| 4.   | Ruperta Charles (ATG)          | 12.18 |
| 5.   | Evelyne Farrell (AHO)          | 12.19 |
| 6.   | Carmela Bolivár (PER)          | 12.31 |
| 7.   | Pushpa Bhatta (NEP)            | 13.89 |

| Pos. | Atleta                      | Temps |
| ---- | --------------------------- | ----- |
| 1.   | Alice Brown (USA)           | 11.26 |
| 2.   | Silke Gladisch-Möller (GDR) | 11.28 |
| 3.   | Laurence Bily (FRA)         | 11.53 |
| 4.   | Juliet Cuthbert (JAM)       | 11.58 |
| 5.   | Lydia de Vega (PHI)         | 11.74 |
| 6.   | Shu-Foog Shen (TPE)         | 11.85 |
| 7.   | Koumba Kante (GUI)          | 13.37 |